# Hida (Gifu)
Hida (飛騨市 -shi) é uma cidade japonesa localizada na província de Gifu.
Em 2008 a cidade tinha uma população estimada em 27 901 habitantes e uma densidade populacional de 35,2 h/km². Tem uma área total de 792,31 km².
Recebeu o estatuto de cidade a 2004.

## História
Recebeu o estatuto de cidade em 2004 em virtude da fusão de Furukawa, Miyagawa, Kawai e Kamioka.